# Embolus
De embolus is een aanhangsel van de bulbus van mannelijke spinnen. Het dient als spermatoedienings-orgaan, een mannetje vult de bulbus met zijn zaadcellen als het volwassen is en gaat op zoek naar een vrouwtje. De bulbus wordt tijdens de paring in de vrouwelijke geslachtsopening (epigyne) gebracht waarbij de zaadcellen door de embolus worden geleid.